# Soualiho Meïté
Soualiho Meïté (Parigi, 17 marzo 1994) è un calciatore francese, centrocampista del PAOK.

## Caratteristiche tecniche
Dotato di grande fisicità, gioca in prevalenza da mediano o interno sinistro. Possiede una discreta visione di gioco e una buona tecnica di base.

## Carriera

### Club

#### Auxerre
Cresce calcisticamente nelle giovanili dell'Auxerre, e il 20 novembre 2011, a 17 anni, esordisce con la prima squadra nella gara di Ligue 1 persa 2-1 in trasferta contro Valenciennes. La stagione successiva, in Ligue 2, trova più spazio e nel gennaio 2013 viene acquistato dal Lilla per 1.5 milioni di euro; termina la stagione all'Auxerre con 20 presenze in campionato.

#### Lilla
Nella stagione 2013-2014 entra a far parte della rosa del Lilla. Esordisce con la nuova maglia il 10 agosto 2013, nella partita casalinga vinta per 1-0 contro il Lorient. La prima partita da titolare la gioca il 25 agosto nella vittoria casalinga sempre per 1-0 contro il Saint-Etienne. Nella stagione 2014-2015 esordisce in Champions League per la prima volta nella sua carriera, nella gara pareggiata 1-1 in casa contro il Grasshopper (in occasione del terzo turno preliminare).

#### Zulte Waregem
Nel febbraio 2016 viene ceduto in prestito al Zulte Waregem, club militante nella massima divisione del calcio belga (la Pro League). Nella stagione 2016-2017 diviene titolare, giocando prevalentemente nel ruolo di mediano. Il 30 novembre 2016 sigla il gol decisivo contro il Geel (1-2), nell'incontro valido per gli ottavi di finale della Coppa del Belgio. Segna il suo primo gol in campionato il 21 dicembre 2016, nella vittoria interna contro il Genk (1-0). Il 18 marzo 2017 disputa tutti i 120 minuti nella finale di Coppa del Belgio contro l'Oostende; l'incontro termina in pareggio (3-3) dopo i tempi supplementari e nei calci di rigore Meïté segna il terzo dei quattro calciati dalla sua squadra, contribuendo alla conquista del trofeo.

#### Monaco
Il 17 giugno 2017 passa al Monaco per 8 milioni di euro. Esordisce in campionato con i monegaschi il 16 settembre 2017 e colleziona 3 presenze fra Ligue 1 e Champions League sino alla sessione di mercato invernale, quando la società monegasca decide di cederlo in prestito per consentirgli di accumulare esperienza.

#### Bordeaux
Il 2 gennaio 2018 viene quindi ceduto in prestito al Bordeaux, con la cui maglia segna il suo primo ed unico gol il 15 aprile 2018, nella vittoria esterna contro il Montpellier per 3-1. Termina la sua esperienza in riva alla Garonna con 19 presenze complessive.

#### Torino
Ritornato alla base, il 10 luglio 2018 viene poi acquistato a titolo definitivo dal Torino mediante uno scambio alla pari con il terzino Barreca, che si trasferisce al Monaco. Fa il suo esordio con la maglia granata il 12 agosto, a 24 anni, partendo titolare in occasione della gara di Coppa Italia Torino-Cosenza (4-0). Sigla il suo primo gol il 26 agosto 2018, nella partita della 2ª giornata di Serie A a San Siro contro l'Inter, completando la rimonta del Toro dallo svantaggio iniziale del primo tempo sotto di due gol al pareggio (2-2) Il 16 settembre segna il gol del pareggio esterno (1-1) contro l'Udinese con un potente tiro da fuori area che termina sotto l'incrocio dei pali. Il sorprendente inizio di campionato gli vale addirittura le attenzioni della Nazionale francese.
Dopo una prima stagione positiva, nella seconda non replica quanto mostrato nel 2018-2019. Nella terza stagione al Toro, nonostante un ritorno al gol dopo 806 giorni, avvenuto nel pari interno contro la Sampdoria (2-2) del 30 novembre 2020, continua a offrire un rendimento negativo, finendo ai margini della rosa.

#### Milan
Il 15 gennaio 2021 viene ceduto in prestito con diritto di riscatto al Milan per 500.000 Euro. Debutta con i rossoneri 3 giorni dopo nella vittoria esterna contro Cagliari, subentrando a Sandro Tonali a gara in corso. Alla fine della stagione la società rossonera non esercita l'opzione di riscatto, così il giocatore torna al Torino.

#### Benfica
Il 23 luglio 2021, Meité viene ceduto a titolo definitivo al Benfica, in Primeira Liga, con cui firma un contratto quinquennale.

#### Il prestito alla Cremonese
Il 1º settembre 2022, Meité passa in prestito per un anno alla Cremonese, neopromossa in Serie A, con diritto di riscatto fissato a 5 milioni di euro.
In seguito alla retrocessione in cadetteria dopo un solo anno della formazione grigiorossa, capace però di raggiungere le semifinali di Coppa Italia, il centrocampista non viene riscattato.
Il Prestito al PAOK
Il 28 agosto 2023 Meité passa in prestito per un anno al PAOK, con diritto di riscatto fissato a 4 milioni di euro.

## Statistiche

### Presenze e reti nei club
Statistiche aggiornate al 1º novembre 2023.
| Stagione             | Squadra              | Campionato           | Campionato | Campionato | Coppe nazionali | Coppe nazionali | Coppe nazionali | Coppe continentali | Coppe continentali | Coppe continentali | Altre coppe | Altre coppe | Altre coppe | Totale | Totale |
| Stagione             | Squadra              | Comp                 | Pres       | Reti       | Comp            | Pres            | Reti            | Comp               | Pres               | Reti               | Comp        | Pres        | Reti        | Pres   | Reti   |
| -------------------- | -------------------- | -------------------- | ---------- | ---------- | --------------- | --------------- | --------------- | ------------------ | ------------------ | ------------------ | ----------- | ----------- | ----------- | ------ | ------ |
| 2011-2012            | Auxerre              | L1                   | 2          | 0          | CF+CdL          | 0               | 0               | -                  | -                  | -                  | -           | -           | -           | 2      | 0      |
| 2012-2013            | Auxerre              | L2                   | 20         | 1          | CF+CdL          | 0+2             | 0+1             | -                  | -                  | -                  | -           | -           | -           | 22     | 2      |
| Totale Auxerre       | Totale Auxerre       | Totale Auxerre       | 22         | 1          |                 | 2               | 1               |                    | -                  | -                  |             | -           | -           | 24     | 2      |
| 2013-2014            | Lilla                | L1                   | 19         | 0          | CF+CdL          | 3+1             | 0               | -                  | -                  | -                  | -           | -           | -           | 23     | 0      |
| 2014-2015            | Lilla                | L1                   | 8          | 0          | CF+CdL          | 1+2             | 0               | UCL+UEL            | 2+1                | 0                  | -           | -           | -           | 14     | 0      |
| 2015-feb. 2016       | Lilla                | L1                   | 3          | 0          | CF+CdL          | 0+1             | 0               | -                  | -                  | -                  | -           | -           | -           | 4      | 0      |
| Totale Lilla         | Totale Lilla         | Totale Lilla         | 30         | 0          |                 | 8               | 0               |                    | 3                  | 0                  |             | -           | -           | 41     | 0      |
| feb.-giu. 2016       | Zulte Waregem        | D1                   | 3+9        | 0          | CB              | 0               | 0               | -                  | -                  | -                  | -           | -           | -           | 12     | 0      |
| 2016-2017            | Zulte Waregem        | D1                   | 30+10      | 1          | CB              | 6               | 1               | -                  | -                  | -                  | -           | -           | -           | 46     | 2      |
| Totale Zulte Waregem | Totale Zulte Waregem | Totale Zulte Waregem | 52         | 1          |                 | 6               | 1               |                    | -                  | -                  |             | -           | -           | 58     | 2      |
| 2017-gen. 2018       | Monaco               | L1                   | 2          | 0          | CF+CdL          | 0               | 0               | UCL                | 1                  | 0                  | -           | -           | -           | 3      | 0      |
| gen.-giu. 2018       | Bordeaux             | L1                   | 18         | 1          | CF+CdL          | 1+0             | 0               | -                  | -                  | -                  | -           | -           | -           | 19     | 1      |
| 2018-2019            | Torino               | A                    | 35         | 2          | CI              | 3               | 0               | -                  | -                  | -                  | -           | -           | -           | 38     | 2      |
| 2019-2020            | Torino               | A                    | 33         | 0          | CI              | 1               | 0               | UEL                | 6                  | 0                  | -           | -           | -           | 40     | 0      |
| 2020-gen. 2021       | Torino               | A                    | 14         | 1          | CI              | 2               | 0               | -                  | -                  | -                  | -           | -           | -           | 16     | 1      |
| Totale Torino        | Totale Torino        | Totale Torino        | 82         | 3          |                 | 6               | 0               |                    | 6                  | 0                  |             | -           | -           | 94     | 3      |
| gen.-giu. 2021       | Milan                | A                    | 16         | 0          | CI              | 1               | 0               | UEL                | 4                  | 0                  | -           | -           | -           | 21     | 0      |
| 2021-2022            | Benfica              | PL                   | 17         | 0          | TP+TdL          | 1+4             | 0               | UCL                | 5                  | 0                  | -           | -           | -           | 27     | 0      |
| 2022-2023            | Cremonese            | A                    | 31         | 0          | CI              | 4               | 0               | -                  | -                  | -                  | -           | -           | -           | 35     | 0      |
| 2023-2024            | PAOK                 | SL                   | 6          | 0          | CG              | 0               | 0               | UECL               | 1                  | 0                  | -           | -           | -           | 7      | 0      |
| Totale carriera      | Totale carriera      | Totale carriera      | 276        | 6          |                 | 33              | 2               |                    | 20                 | 0                  |             | -           | -           | 329    | 8      |

## Palmarès

### Club

#### Competizioni nazionali
- Coppa del Belgio: 1

Zulte Waregem: 2016-2017
- Campionato greco: 1

PAOK: 2023-2024